# Hale Bank
Hale Bank lub Halebank – osada i civil parish w Anglii, w Cheshire, w dystrykcie (unitary authority) Halton. W 2011 roku civil parish liczyła 1898 mieszkańców.